# Ермаков, Василий Иванович
Василий Иванович Ермаков (1827—1892) — купец второй гильдии, городской голова, меценат и краевед.

## Биография
Родился 4 марта (20 февраля по старому стилю) 1827 года в мещанской семье в г. Данкове, в то время Рязанской губернии (ныне Липецкая область). В 1840 году окончил Данковское уездное училище. Сообщается, что он ни разу за время обучения не был наказан розгами, что было исключительной редкостью. Необходимость помогать матери с братьями и сёстрами поставила крест на мечте о продолжении образования. Имел старшего брата Алексея Ивановича, на постоялом дворе которого начал работать. Затем работал помощником елецкого купца, потом главным приказчиком у другого купца, затем, скопив деньги и получив кредит в 1500 рублей серебром от купцов Игумнова и Коменского, открыл в родном городе свою лавку колониальных товаров и питейный погребок. В 1849 году Ермаков женился на дочери данковского купца Игуменова.
С 1850 начал службу «по выборам… городского общества». Звание купца получил в 1851 году, был избран гильдейским гласным в городскую думу. Затем был помощником городского старосты (1850), присяжным ценовщиком (в 1851—1853), гильдейским депутатом по составлению раскладки (в 1857—1858) первым заместителем городского головы (в 1860—1863, 1866—1868, 1885), председателем комиссии по улучшению городского общественного управления (1862), председателем комиссии о погорельцах (в 1862—1863), председателем и членом Сиротского суда (в 1873—1884, 1863—1866), членом уездного училищного совета (в 1868—1884), членом городской управы (в 1876—1884), членом присутствия по воинской повинности (в 1876—1877), гласным уездного и губернского земских собраний (в 1865—1890), членом комиссии по составлению списков присяжных заседателей (в 1866—1884), членом уездной земской управы и её председателем (в 1867—1878, 1878—1890), директором тюремного отделения (в 1859—1884), учредителем и распорядителем ссудно-сберегательного товарищества (в 1873—1884).
С 1859 также депутат оценочной комиссии. С того же года директор тюремного замка. В 1863—1866 он занимал должность городского головы. В этот период были замощены улицы и тротуары города, велось большое каменное строительство. При нём в Данкове был создан первый общественный банк. С 1880 года — председатель Данковской земской управы. Член и сотрудник комитета грамотности, член Рязанского губернского статистического комитета. Состоял он и внештатным корреспондентом ряда газет и журналов: «Петербургские ведомости», «Московские ведомости», «Северная пчела», «Народная газета», «Сыны Отечества» и других. В своих статьях автор весьма хвалил родной край и его жителей, заявляя, что они сторонятся вина, а местные купцы торгуют, полагаясь на одно честное слово. Был членом комитета по восстановлению православного христианства на Кавказе.
Скончался 11 апреля 1892 года.

## Благотворительность
Благотворительностью начал заниматься после смерти жены и младшей дочери. Был избран директором Данковского тюремного отделения и учредил за свой счёт при тюрьме библиотеку, а также школу грамоты и пения. Способствовал открытию в городе публичной библиотеки и женской начальной школы. На их содержание купец затем жертвовал деньги.
Ермаков финансировал создание общественного пруда, благоустройство улиц, строительство мостов. Открыл в городе ночлежку, помогал организовывать данковскую Георгиевскую ярмарку. В 1862 году он создал общественную пожарную часть, лично тушил пожары и получил за это серебряную медаль «За спасение погибавших». Помогал Ермаков и погорельцам.
Он вкладывал деньги в строительство и обустройство школ Данкова, Тихвинского собора, железнодорожного моста через Дон, железной дороги на Смоленск. В Данкове действовала земская аптека, а затем и земская больница. Телеграфная линия соединила город с Лебедянью.

## Труды
В. И. Ермаков стал автором первого историко-статистического описания города Данкова («История города Данкова»), а также «Описания Данковского Покровского монастыря». Как краевед он весьма ценится исследователями, Ермакова называют первым летописцем города Данкова. Его сведения о самых ранних этапах истории края расходятся с современными представлениями, но события XIX века описаны весьма подробно и точно.
- Историко-статистическое описание г. Данкова / В. И. Ермаков // Рязанские губернские ведомости. — 1866. — № 84-86, 89-90, 99-100

## Память
В библиографическом словаре 1910 года издания и Рязанской энциклопедии (1999) Василий Иванович Ермаков описан как выдающийся уроженец Рязанщины.
В 2017 году в Данкове был установлен бюст В. И. Ермакова.